# Maksym Pantełejmonenko
Maksym Serhijowycz Pantełejmonenko,  Maksim Siergiejewicz Pantielejmonienko (ur. 1 września 1981 w Charkowie) – ukraiński siatkarz, reprezentant kraju, od 2009 rosyjski siatkarz, reprezentant kraju, grający na pozycji przyjmującego.

## Sukcesy klubowe
Mistrzostwo Ukrainy:
- 2003, 2004
- 2001, 2002, 2006, 2007

Puchar Ukrainy:
- 2003, 2004, 2006

Puchar Cesarza:
- 2007

Puchar Rosji:
- 2009, 2013, 2017

Klubowe Mistrzostwa Świata:
- 2014, 2017
- 2009

Mistrzostwo Rosji:
- 2010, 2011, 2018
- 2013
- 2014

Superpuchar Rosji:
- 2010, 2013, 2017

Liga Mistrzów:
- 2014, 2018
- 2011

Puchar Challenge:
- 2013

## Nagrody indywidualne
- 2006: MVP Superligi ukraińskiej w sezonie 2005/2006
- 2007: MVP Superligi ukraińskiej w sezonie 2006/2007
- 2009: MVP Pucharu Rosji[2]
- 2009: Najlepszy zagrywający Pucharu Rosji